# Cloud Server
Il Cloud Server è un server virtuale che, attraverso un software di virtualizzazione (Hypervisor), utilizza una porzione o un sottoinsieme del server fisico che lo ospita.
Nell’ambito del Cloud Computing, un Cloud Server è un esempio di infrastruttura come servizio o Infrastructure as a Service (IaaS), modello di distribuzione delle risorse computazionali e di storage in cui il fornitore fornisce e gestisce l'infrastruttura tecnologica e la mette a disposizione dell'azienda o dell'utente finale, che non dovrà preoccuparsi dell'hardware. Le caratteristiche principali di un Cloud Server sono la possibilità, per l'utilizzatore, di modulare le risorse Core, RAM e disco in tempo reale a seconda della necessità effettiva, scalandole al bisogno e fruendo di una fatturazione a consumo.
Il fatto che un Cloud Server utilizzi solo un sottoinsieme delle risorse del server fisico che lo ospita, lo rende un tipo di server virtuale flessibile, in cui le risorse sono modificabili solo per il periodo di tempo necessario, diversamente da un server fisico.
Le sue prestazioni, così come le sue funzionalità, sono normalmente assimilabili a quelle di una macchina dedicata, con la differenza che le risorse di un Cloud Server vengono messe a disposizione remotamente da un Cloud Service Provider.
A parità di potenza di calcolo, un Cloud Server è generalmente più economico di un server dedicato fisico: la possibilità di configurarlo linearmente alla potenza di calcolo richiesta in quel momento, di scalare le risorse solo all'occorrenza e poterne affidare la gestione, ne fanno un servizio più vantaggioso in termini di costi, fatturati su base oraria dalla maggior parte dei Cloud Provider. Ciò permette di evitare di investire in server on-premise e hardware e limitare l'investimento al periodo di tempo necessario allo sviluppo di un determinato progetto online, concentrandosi sugli aspetti di sviluppo e di trasformazione digitale e non nella gestione delle attività sistemistiche